# Millard Fillmore
Millard Fillmore, född 7 januari 1800 i Summerhill New York, död 8 mars 1874, var en amerikansk politiker (whig) och jurist; vicepresident 1849–1850, president 1850–1853. Han var gift två gånger, först med Abigail Powers Fillmore och sedan med Caroline Fillmore. Han var den siste amerikanske presidenten från Whigpartiet.
Millard Fillmore var vicepresident från 1849 under Zachary Taylor och efterträdde Taylor vid dennes död 1850. Fillmore var också nominerad till president 1856, då för det främlingsfientliga Knownothings. Han var också en av grundarna till University at Buffalo 1846.

## Uppväxt
Fillmore föddes i en stockstuga i New York den 7 januari 1800, som son till Nathaniel Fillmore och Phoebe Millard Fillmore. Hans familj var fattig, och Fillmore var det åttonde och näst sista barnet.
Först utbildade han sig till valkare, men efter att ha flyttat till Aurora, en liten stad utanför Buffalo, började han 1823 istället utbilda sig till jurist. 
1828 valdes han in till staten New Yorks lagstiftande församling i Albany, där han var verksam från 1829 till 1831.

## Politisk karriär

### Kongressledamot
1833 gick han med i Whigpartiet och var kongressledamot 1833–1843, med uppehåll 1835–1837. Fillmore kandiderade till guvernör i New York 1844 men förlorade mot demokraten Silas Wright.

### Vicepresident
Successivt steg han i graderna inom Whigpartiet och blev Zachary Taylors vicepresidentkandidat inför presidentvalet 1848. Taylor valdes till president och därmed blev Fillmore hans vicepresident. Taylor installerades som president 1849. Fillmore och Taylor var oense angående slaveriet i de stora områdena Kalifornien, Utah, Nevada och ytterligare några områden som USA vann efter freden i Guadalupe Hidalgo. Taylor var motståndare till slaveriet medan Fillmore accepterade det.
Fillmore röstade dock för 1850 års kompromiss, där alla de nya staterna utom Texas blev slavfria. Kompromissen var svag men lyckades upprätthålla fred i elva år innan inbördeskriget bröt ut.

### President

Kommendörkapten Matthew C. Perry

Den 9 juli 1850 avled plötsligt president Taylor i gastroenterit, en mag- och tarminflammation. Hela Taylors administration fick gå och ersattes av en ny med Fillmore som ny president. 
1850 års kompromiss skrevs under av den nye presidenten tillsammans med ett flertal andra under perioden 9–20 september 1850. 
Efter mexikanska kriget rådde det stort missnöje i Texas eftersom delstaten hade förlorat hela New Mexico, som istället blev ett eget territorium 9 september 1850. Texas tvingades ge upp anspråken på New Mexico och fick istället 10 miljoner dollar i ersättning av USA:s regering. 
1850 lämnades ett lagförslag om att ansluta Kalifornien till unionen. Fillmore stödde förslaget och 9 september 1850 anslöts Kalifornien till Förenta staterna och blev därmed en slavfri stat. Samtidigt stoppades slavhandeln i Washington D.C. genom en lag som skrevs under 20 september 1850 av president Fillmore. 
En annan viktig händelse under Fillmores ämbetstid som president, var när han sände kommendörkaptenen Matthew C. Perry till Japan för att öppna landets hamnar för handel med omvärlden. Perry nådde Japan 31 mars 1854, men då hade Fillmore redan ersatts av Franklin Pierce som president.

### Ministrar

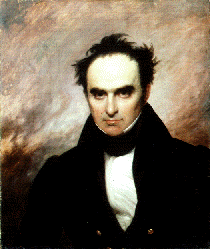
Utrikesminister Daniel Webster

| Post             | Namn                     | Period    |
|                  |                          |           |
| President        | Millard Fillmore         | 1850–1853 |
| Vicepresident    | Ingen                    |           |
|                  |                          |           |
| Utrikesminister  | Daniel Webster           | 1850–1852 |
|                  | Edward Everett           | 1852–1853 |
| Finansminister   | Thomas Corwin            | 1850–1853 |
| Krigsminister    | Charles Magill Conrad    | 1850–1853 |
| Justitieminister | John J. Crittenden       | 1850–1853 |
| Postminister     | Nathan K. Hall           | 1850–1852 |
|                  | Samuel D. Hubbard        | 1852–1853 |
| Marinminister    | William Alexander Graham | 1850–1852 |
|                  | John P. Kennedy          | 1852–1853 |
| Inrikesminister  | Thomas McKennan          | 1850      |
|                  | Alexander Stuart         | 1850–1853 |

## Ytterligare fakta om presidenttiden

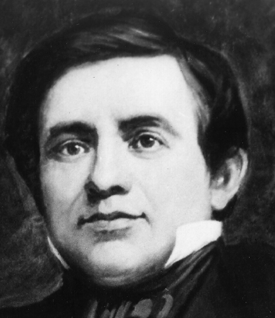
Inrikesminister Alexander Hugh Holmes Stuart

Fillmore nominerade Benjamin Robbins Curtis till domare i USA:s högsta domstol 1851.
Fillmore var också Whigpartiets sista president.

### Val 1852
På grund av sin impopularitet, både i partiet och bland folket, bland annat efter misslyckandet med att hitta ett bättre kompromissförslag för att ena nord- och sydstaterna, förlorade han Whigpartiets förtroende och också internvalet om vem som skulle bli deras presidentkandidat. Istället blev general Winfield Scott från New Jersey Whigs presidentkandidat och William Alexander Graham från North Carolina blev vicepresidentkandidat. Dessutom blev också den före detta utrikesministern Daniel Webster från Massachusetts presidentkandidat för Whigpartiet, utan vicepresidentkandidat, vilket innebar att Whigpartiet nu hade två presidentkandidater.
Demokraterna hade nominerat Franklin Pierce och Free Soil-partiet nominerade John Parker Hale. Valet var mycket jämnt, men Demokraternas Pierce vann med 1 607 510, eller 50,8 %, av rösterna. Tvåa kom Scott med 1 386 942, eller 43,9 %, av rösterna. Hale och Free Soil kom trea, med 155 210, eller 4,9 %, av rösterna. För Daniel Webster gick det sämre och han fick endast 6 994, eller 0,2 %, av rösterna. Det var ett praktfiasko för Whig och efter detta upplöstes partiet.

## Knownothings

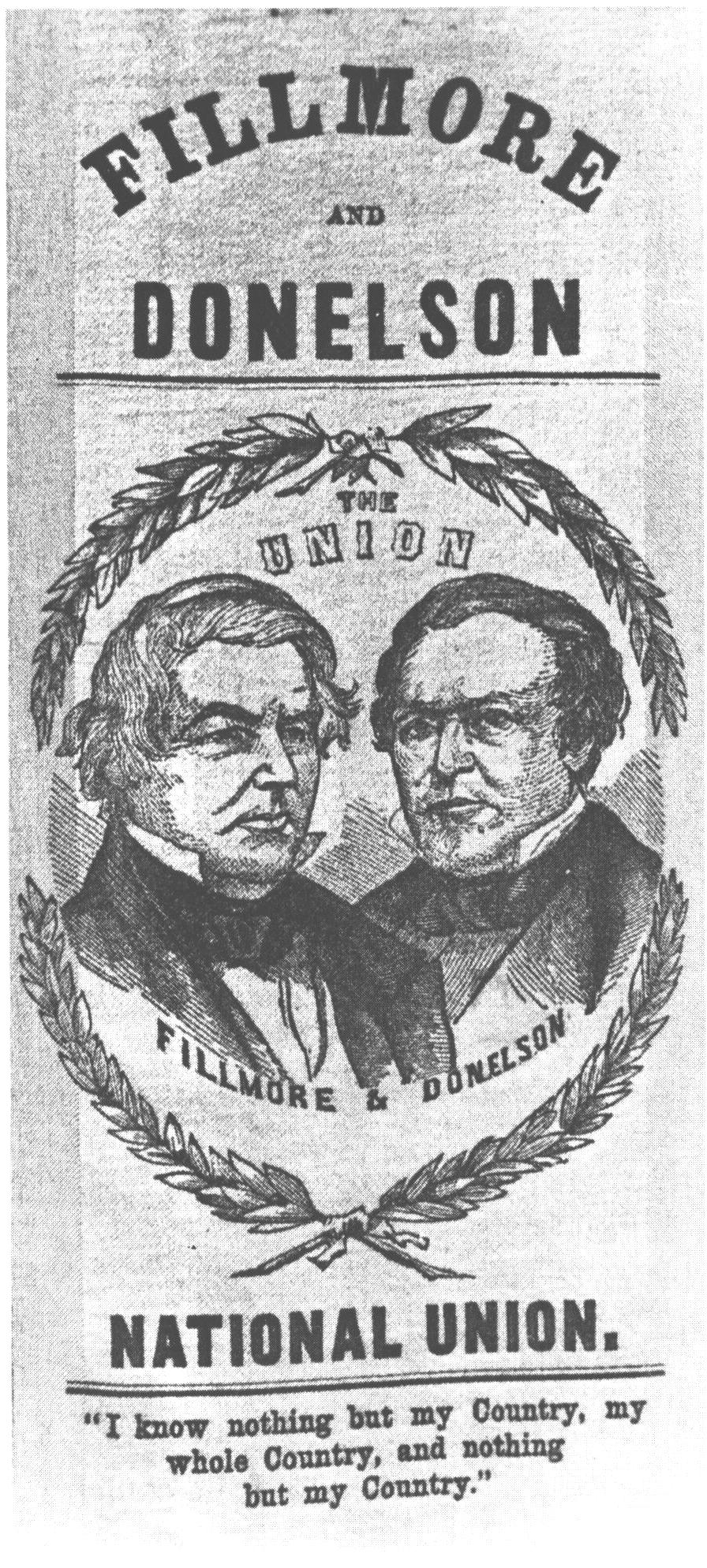
Valffisch för Fillmore/Donelson från valet 1856

När Whig-partiet var på väg att upplösas i slutet av Fillmores presidenttid, fick han en förfrågan från Republikanerna om att bli medlem i deras parti men Fillmore tackade nej och blev istället en av de ledande inom det främlingsfientliga partiet Knownothings.

### Presidentkandidat 1856
1856 utsågs Fillmore till Knownothings presidentkandidat. Men tillsammans med vicepresidentkandidaten Andrew Jackson Donelson fick han se sig besegrad, då James Buchanan (Demokraterna) vann med 1 836 072, eller 45,3 %, av rösterna. Fillmore fick 873 053, eller 21,6 %, av rösterna. Republikanernas John C. Frémont fick 1 342 345, eller 33,1 %, av rösterna. Fillmore vann endast i en delstat, Maryland. Efter det misslyckade valet avslutade han sin politiska karriär.

## Efter den politiska karriären

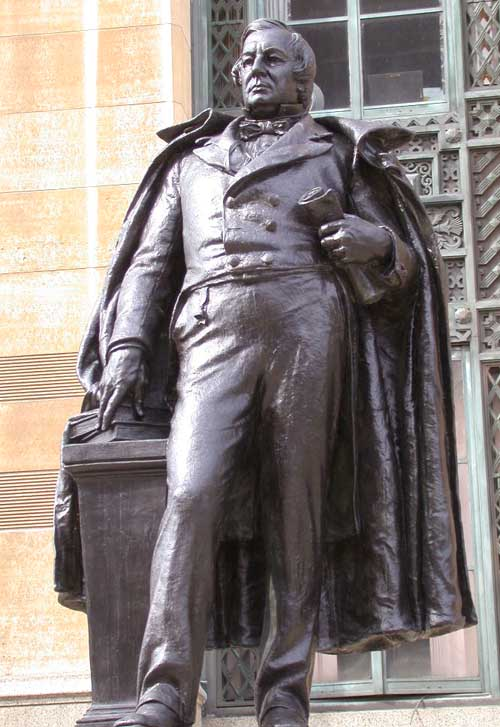
Fillmores staty utanför stadshuset i Buffalo

Fillmore var med och grundade Buffalouniversitetet 1846. Universitetet blev auktoriserat den 11 maj 1846 genom ett beslut av New Yorks lagstiftande församling. Han var universitetets förste kansler, en position han behöll under både sin vicepresident- och presidenttid. Efter politikertiden återvände han till universitetet där han fortsatte som kansler.
10 februari 1858 gifte han sig med änkan Caroline Fillmore, då hans första fru, Abigail Powers Fillmore, hade avlidit 30 mars 1853.
Under inbördeskriget motsatte han sig president Lincoln och stödde president Johnson. Han var också befälhavare för en liten milistrupp under kriget.
Fillmore avled klockan 23.10 den 8 mars 1874 till följd av slaganfall. Hans sista ord var "the nourishment is palatable" ("näringen är välsmakande"). Varje år hålls för Fillmore en minnesceremoni vid dennes gravplats.

## Kuriosa
Den 28 december 1917 skrev journalisten H.L Mencken ett skämt i en lokal New York-tidning att Fillmore skulle ha installerat Vita husets första badkar. Detta togs dock på så stort allvar att det skrevs in i historieböcker med mera. 1949 poängterade Mencken dock att det var ett skämt.
En liten stad i USA, Fillmore, är namngiven efter denna president. Staden ligger i Millard County, Utah, som också är döpt efter presidenten.

## Externa länkar

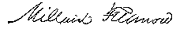
Fillmores namnteckning